# Иван Стайков (скиор)
Иван Стайков е български е български спортен учен, професор във ВИФ, треньор и спортист.
Той е автор на над 70 книги, учебници, програми, статии и научни публикации за развитието на физическата култура и спорта в България и света, и олимпиец, участвал в състезанията по ски бягане в зимните олимпийски игри в Осло през 1952 г., почетен ректор на Национална спортна академия „Васил Левски“.

## Биография

### Образование
Роден е на 24 октомври 1926 година. През 1944 г. завършва гимназиалното си образование в Казанлък. От 1944 до 1947 г. следва в Свободния университет в София (днес УНСС), а от 1947 до 1951 г. специалност „Ски“ във Висшия институт за физическа култура „Георги Димитров“ (ВИФ). 

### Кариера
От 1947 до 1954 г. Стайков е национален състезател по ски. Участва в състезанието на 18 km ски бягане на шестите зимни олимпийски игри, провели се в Осло през 1952 година, както и в щафетата 4 × 10 km. Завършва 50-и от 80 участници в състезанието на 18 km, а щафетата не завършва. 
От 1951 до 1954 г. Стайков е асистент по ски в катедра „Ски“. От 1953 до 1955 г. е член на редколегия на списание „Въпроси на физическата култура“. След това е заместник-ръководител до 1965 г. и ръководител до 1973 г. на катедра „Ски, коло, авто-мото“, в която става доцент през 1965 г.
Междувременно от 1957 до 1964 г. е треньор на женския национален отбор по ски бягане, от 1962 до 1967 г. е член на редколегия на списание „Новости в спорта“, от 1960 до 1964 г. е заместник-председател на Българската федерация ски и член на комитета по северни дисциплини на Международната федерация по ски (ФИС), от 1965 до 1969 г. е заместник-председател на Българската федерация по колоездене.
През 1968 г. поема поста ректор на ВИФ, който заема до 1975 г. От 1965 до 1975 г. е член на Академичния съвет на ВИФ. От 1968 до 1975 г. е председател на редколегия „Научни трудове на ВИФ“. От 1970 до 1975 г. е член на Бюрото на Българския съюз за физическа култура и спорт (БСФС). От 1972 до 1975 г. е и директор на Единния център за наука и подготовка на кадри за физическа култура и спорт, а от 1972 до 1976 г. – член на Съвета по наука и подготовка на кадри при Международния съвет за физическо възпитание и спорт (СИЕПС) на ЮНЕСКО.
От 1976 до 1993 г. е професор в катедра „Зимни спортове“, а от 1976 до 1988 г. е секретар на комитета за „Лятна универсиада '77 и 'Зимна универсиада '83“. От 1978 до 1988 г. е ръководител на направление „Физическа култура, спортни съоръжения, туризъм и спортни лагери" в Съвета за висше образование на Министерство на народната просвета. От 1990 до 1993 г. е председател на Българската федерация по ски, от 1993 до 1996 г. – председател на Българската федерация по водни ски и след това до 2002 г. – генерален секретар на Българската федерация по водни ски. През 1999–2000 г. е гост-преподавател в катедра „Водни спортове“.
Владее руски и немски език.

## Награди
Иван Стайков е носител на множество награди: 
- Майстор на спорта, заслужил треньор, заслужил деятел на физическата култура
- Медал на БСФС „За особени заслуги“ – златен, 3 пъти
- Медал „За особени заслуги“ – златен на БОК
- Почетен знак I степен – златен на КМС при МС
- Юбилейни медали на Република България – 3 пъти
- Народен орден на труда – златен
- Орден „Червено знаме на труда“
- Орден „Народна република България“ – I степен
- Отличник на МНП
- Почетни знаци на СФД „Академик“
- Почетни знаци и медали на ФИСУ
- Първи носител на „Златна значка“ на „Академика-2000“
- Медали за републикански шампион по ски бягане и северна комбинация и от международни състезания в СССР, Румъния и Чехословакия
- Голям брой грамоти, сертификати, плакети за високи постижения в областта на физическата култура и спорта от български, европейски и световни организации – МОК, ФИС, ФИСУ, БОК, МНП-МОН, БСФС, КМС-ММС, български федерации по спортове, ВИФ-НСА, ДФС-СК и други.
- Почетен гражданин на Казанлък